# 戸田皓久
戸田 皓久（とだ あきひさ、1933年2月26日 - 1981年9月1日）は、日本の俳優、声優。神奈川県鎌倉市出身。東京演劇アンサンブルに所属していた。

## 略歴
1951年に日本大学第三高校を卒業し、俳優座養成所三期生となる。同期には、小山田宗徳や穂積隆信、楠侑子などがいる。
翌1954年、卒業と同時に同期生の本郷淳らと劇団三期会を結成。演劇活動に乗り出す一方、劇団ユニットで『スーパーマン』など多くの吹き替えに出演し声優としても活動。その後はテレビドラマにも出演するようになる。
1967年、劇団三期会を東京演劇アンサンブルと改称し舞台公演を行う一方で声優、俳優としての活動も続け、主に味のある脇役、悪役として助演した。
1981年9月1日、肺結核と糖尿病のため、東京都狛江市の自宅で死去。48歳没。

## 出演

### 映画
- 健児の塔（1953年）
- 眠狂四郎勝負（1964年）
- 若親分出獄（1965年）- 竹村一夫
- 剣鬼（1965年）
- 悪名無敵（1965年）- 横川
- 若親分喧嘩状（1966年）
- 眠狂四郎多情剣（1966年）
- 若親分乗り込む（1966年）
- 大殺陣 雄呂血（1966年）
- 若親分あばれ飛車（1966年）
- 不死身なあいつ（1967年）- 坂田
- 若親分を消せ（1967年）
- 兵隊やくざ 殴り込み（1967年）- 柴口大尉
- 君は恋人（1967年）
- 関東刑務所帰り（1967年）- 乱れ星の大五郎
- 無頼より 大幹部（1968年）- 松田
- 秘録おんな蔵（1968年）- 同心村垣
- にっぽん親不孝時代（1968年）- 花川才造
- 秘録怪猫伝（1969年）- 竜造寺又七郎
- 股旅（1973年）- ナレーション

### テレビドラマ
- ああ江田島（1958年、KR）
- 私だけが知っている（NHK）
  - 第57回「雪の炎」（1958年）
  - 第61回「暖冬異変」（1959年）
- ここに人あり（NHK）
  - 第81回「ガンという名の城」（1959年）
  - 第136回「みどりの風」（1960年）
- 事件記者「毒蜂」（1959年、NHK）
- 伊都子の結婚（1959年、NET）
- 大江戸の鷹（1960年、KR）
- 女が見ていた（1960年、NTV）
- 光と影（1961年、CX）
- 西鶴物語 第15回「善悪2つの車」（1961年、NET）
- わが恋せし淀君（1961年、NTV）
- 泥棒と若殿（1961年、TBS）
- 青年 第二部「あかつき」（1961年、NHK）
- 雪山に来た男（1961年、CX）
- 短い短い物語 第33回「卵」（1961年、NET）
- 女の園 第35回「祖国」（1961年、NHK）
- 結婚 第7回「こうして私は…」（1962年、CX）
- 坂道の家（1962年、NHK）
- 連続テレビ小説（NHK）
  - あしたの風（1962年）
- 雨と川の音（1963年、NHK）- 房吉
- 大河ドラマ（NHK）
  - 花の生涯（1963年）- 小河原秀之丞
  - 赤穂浪士（1964年）- 小野寺幸右衛門
  - 源義経（1966年）- 藤原国衡
  - 竜馬がゆく（1968年）- 島津久光
  - 樅ノ木は残った（1970年）
  - 勝海舟（1974年）
- 七人の刑事 第123回「四人の女」（1964年、TBS）
- 末っ子（1964年、NTV）
- 壮士芝居（1965年、NHK）
- 落ち梅記（1965年、NHK）
- 人形佐七捕物帳 第21回「くくり猿の秘密」（1965年、NHK）
- 柔道水滸伝（1965年、CX）
- 奥様!パリが呼んでます（1965年、NTV）
- 判決 第180回「愛の絆」（1965年、NET）
- 眠狂四郎 第7回「能面夜桜」（1967年、CX）
- あゝ同期の桜 第7回「故郷」（1967年、NET）
- 挑戦者 続・ある勇気の記録（1967年、NET）- 江戸川組幹部・塚本
- 東京警備指令 ザ・ガードマン
  - 第125話「屍にそそぐ涙はない」（1967年、TBS）
  - 第211話「ヘリコプター強盗団」（1969年、TBS）
- 風（1967年、TBS）
- 三匹の侍「殺生封印切り」（1968年、CX）
- 銭形平次 第115話「稲妻お光」（1968年、CX）
- こんにちは結婚「歯ブラシさん」（1968年、NTV）
- 旅がらすくれないお仙 第32回「女の傷は深いのよ」（1969年、NET）
- 東京バイパス指令（1969年、NTV）
- あゝ忠臣蔵（1969年、KTV）- 小林平八郎
- 女殺し屋 花笠お竜（1969年、TX）
- 右門捕物帖（1969年、NTV）
- 新・日本任侠伝（1969年、NET）
- 鬼平犯科帳（1969年、NET）- 舟形の由蔵
- 青春太閤記 いまにみておれ!（1970年、NTV）
- プレイガール（1970年、TX）
- 日本怪談劇場 第10話「怪談 笠森お染 幽霊茶屋」（1970年、12ch） - 佐藤金左衛門
- 旗本退屈男（1970年、CX）
- 徳川おんな絵巻（1971年、KTV）

### 吹き替え

#### 映画
- 1963年 鎧なき騎士（フジテレビ版）- エインズリー （演：ロバート・ドーナット） 1964年 嵐に叛く女 - ノビー（演：ロナルド・シナ―）
- 1965年 灰色の服を着た男 - マシューズ（演：ロイ・グレン）
- 1967年 アラスカ魂（テレビ朝日版）- ジョージ（演：スチュワート・グレンジャー）
- 1968年 太平洋の虎鮫 - ピート・モリス少佐（演：ドン・テイラー）
- 1969年 征服されざる人々（テレビ朝日版）- ガース（演：ハワード・ダ・シルヴァ）
- 1971年 飛べ!フェニックス（TBS版）- ハリス大尉（演：ピーター・フィンチ）
- 生きるべきか死ぬべきか - ヨーゼフ（演：ジャック・ベニー）

#### テレビドラマ
- 1959年 アリゾナ警備隊26人の男 - クリント・トラヴィス（演：ケロ・アンダースン）
- 1961年 マーベリック - ブレット・マーベリック（演：ジェームズ・ガーナー）
- 1962年 脱線パトカー54 - トゥディ（演：ジョー・E・ロス）
- 1964年 歌って踊って恋をして - ハリー（演：ラリー・ブライデン）
- 1964年 アウター・リミッツ（テレビ朝日版）
  - 第1シーズン 第6話「生まれて来なかった男」- アンドロの声（演：マーティン・ランドー）
- 1964年 ミステリー・ゾーン（TBS版）
  - 第3シーズン 第98話「生きている人形」- フランク（演：フランク・サットン）
- 1966年 0012/捕虜収容所 - ホーガン（演：ボブ・クレイン）
- 拳銃無宿
  - 第2シーズン 第30話「副保安官の悪知恵」- アダム・スミス（演：エドワード・ケマー）
- ぼくはハッピー - パパ（演：ロニー・バーンズ）
- スーパーマン
- 裸の町

#### 人形劇
- 海底大戦争 スティングレイ

### テレビアニメ
- 1963年 鉄腕アトム（アトムのパパ、他）
- 1967年 リボンの騎士（ブラッド〈初代〉）

### 特撮
- 1967年 怪獣王子 - 鳥人司令の声
- 1973年 ジャンボーグA - サタンゴーネの声

### 舞台
- 海鳴りの底から（1963年、劇団三期会） -　山田右衛門作[6]
- 母（1964年、劇団三期会） - 教師ニコライ·ウエツソウチコフ([6][注 1]
- 男は男だ（1964年、劇団三期会） - ユリア·シェリー[7]